# Douglas Peden
James Douglas Peden (* 18. April 1916 in Victoria; † 11. April 2005 ebenda) war ein kanadischer Bahnradsportler, Basketball- und Baseballspieler.
Douglas Peden war einer der besten kanadischen Allround-Sportler seiner Zeit. Er übte Basketball, Baseball und Radsport auf Profi-Ebene aus und war zudem ein exzellenter Rugby- und Fußballspieler, Leichtathlet, Schwimmer sowie Tennisspieler.
Peden startete bei 38 Sechstagerennen (von denen er 37 beendete), gemeinsam mit seinem zehn Jahre älteren Bruder William Peden, dem damals erfolgreichsten kanadischen Radsportler, gewann er sieben davon. 1939 wurde er zudem Kanadischer Meister im Sprint.
Zwischen 1935 und 1949 war Douglas Peden mit Unterbrechungen Basketball- und Baseball-Profi. 1936 nahm er mit der kanadischen Basket-Nationalmannschaft an den Olympischen Spielen in Berlin teil und errang die Silbermedaille. 1935 („Victoria Blue Ribbons“) und 1946 („Victoria Dominoes“) wurde er mit seinen jeweiligen Mannschaften Kanadischer Meister. 1941 spielte er eine Saison lang Baseball beim Team „House of David“. 1942 und von 1946 bis 1949 gehörte er verschiedenen Minor-League-Teams der Pittsburgh Pirates an, 1942 war er als First Baseman eine erste Saison für die Hutchinson Pirates aktiv, ein Farmteam in der Western Association. Nach drei Jahren Pause – während des Zweiten Weltkriegs – wurde er ab 1946 kurz als Outfielder eingesetzt, kehrte aber wieder auf seine angestammte Spielposition zurück, zuletzt bei den Fargo-Moorhead Twins in der Northern League.
Nach dem Ende seiner aktiven Sportkarriere arbeitete Peden 26 Jahre lang als Sportredakteur für die Victoria Times. 1967 wurde Douglas Peden in die „BC Sports Hall of Fame“, 1979 in „Canada’s Sport Hall of Fame“ aufgenommen. Er hat dieselben familiären Wurzeln in Schottland wie der australisch-neuseeländische Bahnradfahrer Anthony Peden.